# Gandaritis fixseni
Gandaritis fixseni är en fjärilsart som beskrevs av Bremer 1864. Gandaritis fixseni ingår i släktet Gandaritis och familjen mätare. Inga underarter finns listade i Catalogue of Life.